# Indkast (fodbold)
Et indkast er en igangsættelse i fodbold. Dommeren dømmer indkast når hele bolden har passeret sidelinjen. Indkastet tildeles det hold, der ikke var det sidste til at berøre bolden. Reglerne for indkast er beskrevet i fodboldlovens §15.

## Udførelse
Indkastet tages fra det sted hvor bolden gik ud af spil ved at passere sidelinjen. Spilleren der udfører kastet skal i kasteøjeblikket stå med begge fødder på jorden med front mod banen og kaste bolden bagfra over hovedet med begge hænder. Bolden er i spil, når den er kommet ind på banen. Spilleren der har taget indkastet, må ikke røre bolden igen inden den er berørt af en anden spiller. Ved overtrædelse dømmes for gentagelsesspil, og modstanderne tilkendes et indirekte frispark. Hvis gentagelsen finder sted ved en markspiller forsætligt rører bolden med armen eller hånden dømmes et direkte frispark eller straffespark, afhængig af hvor på banen forseelsen finder sted. Et indkast må kun tages fra sidelinjen
Afstandsreglen ved indkast er 2 meter. Det vil sige at alle modstandere skal opholde sig minimun 2 meter fra det sted, hvor kastet tages.